# マスカレード (漫画)
『マスカレード（仮面武闘会）』は、板垣雅也作画の格闘漫画。『月刊コロコロコミック』（小学館）にて、2005年10月号から2006年8月号にまで連載された。

## ストーリー
「獣面（アニマスク）」を被った者のみが行ける聖地「マスカレード」（「仮面武闘会」）という世界最強のマスクマンを決める大会がある。獅子獣六の父は病気だった母を見捨てた上、獣六に無理やり獣面をかぶせた現マスカレードチャンピオン、獅子獣王。獣六は母を見捨てた父を心の底から憎み、マスカレード予選を勝ち上がって父を倒すことを心に誓う。そして予選で出会った仲間と共にマスカレードを目指す。

## 用語
獣面（アニマスク）
一度被ると獣の力が身に付く代償に二度と取れなくなると言われる呪いの仮面。また、それを被った者の総称。
獣面能力（アニマスクアビリティ）
それぞれの獣面（アニマスク）に備わっている特殊能力。厳しい修行を積まなければ使えない。また、無能力者のマスカレード出場は難しい。

## マスカレード
一回戦
ヒグマ老師とバトル。
二回戦
世界各地から集まった100台のバスが戦闘競走（バトルレース）をしてマスカレード出場資格を奪い合う「仮面車競走（マスカーレース）」。
本戦
鬼から逃げるという「かくれんぼ」。鬼に角をつけられると、今度はその人が鬼になる。日没までに角をつけていなかったらクリアである。連載はここで終了している。

## 登場人物

### 主要人物
獅子 獣六（しし じゅうろく） / 獅子獣面（ライオンマスク）
本作の主人公。父であるマスカレードチャンピオン・獣王を倒すためマスカレードを目指す。
必殺技は凸弾（でこぴん）で、強化版であるW凸弾（ダブルでこぴん）も使用していた。しかし攻撃範囲が狭い為、敵に届かない弱点があり、縞馬獣面にそれを見抜かれた。至近距離から拳銃で撃たれてもビクともしないほどの頑健な肉体を持ち、命綱なしで断崖絶壁を鼻をほじりながら登るなどの超人的な身体能力を持つ。
常に屁をこいたり鼻くそをほじったりする。好きな物は焼肉とすき焼きもつ鍋で、嫌いな物は弱虫、毛虫、親父。誕生日は4月4日。血液型はB型。楽天的だが短気な性格。
連載初期の頃は存在すら知らず、能力が使えない無能力者だった（その時は持ち前の身軽さと絶大な破壊力でカバーしていた）が、最終回で能力が判明した。
王家直伝の破壊（ロイヤルストレートクラッシュ）
第1段階・能力の封印
相手の獣面能力を封印する。封印されるとその印に獣六のような×状の傷が残る。この傷跡により、獅子獣面は延々と子孫が続いている。
第2段階・封印の解除
能力の封印を解除され、傷が八方形になる。
第3段階・獣面の完全破壊
敵の獣面を破壊し、止めを刺す。完全に終わらなければ、獣王のような傷が残る（詳細は不明）。獣六にはその傷が残った。
獣六は、第2、第3の能力を一気に開放し、W凸弾を浴びせる。
ビクトリーマスク
世界プロレスヘビー級王者。マスクはしているものの獣面ではない。本来マスカレードへは行けないのだが、どさくさに紛れて参戦した。そのため無能力者。普通の人間でマスカレードに出ている唯一の存在。パンツの中に様々な凶器を隠し持っている。
獣六を利用してマスカレードを制覇しようとしたが今は良き仲間になっている。通信教育でF1ドライバー講座を習っていた（他にもモノマネ、格闘、応援）。その為、マスカーレースではドライバーを務めることに。長いアゴがチャームポイント。「ンナロー!!」が口癖。
凶器攻撃（インテリジェンスアタック）と呼ぶ、ダイナマイトを全身に背負い、ただ自爆するだけの技を能力として使う。
山羊獣面（ゴートマスク）
冷静沈着でキザな性格の男性。常に草をかじっている。マスカーレースで獣六達と同じ「うさちゃんバス」に乗り、バスの左サイドを防御した。敵の強さを分析するのが趣味。
紙の作りごと（パルプフィクション）
手に触れた植物は紙になり、手から離れた紙はまたもとの植物に戻る。山羊獣面はその紙をどんな形にも折ることができる。
大熊猫獣面（パンダマスク）
獣六よりも幼いが能力を持ち、いつもドキドキしている女の子。「うさちゃんバス」に同乗。バスの後方を防御した。
竹踊り（バンブーダンス）
どこにでも竹を生やす。
狼獣面（ウルフマスク）
「ア゛ー」といういびきをかいていつも寝ている大男。「うさちゃんバス」に同乗。バスの右サイドを防御した。
氷の牙（アイスファング）
空気中の水分を瞬時にツララに変える。

### ライバルたち
縞馬獣面（ゼブラマスク）
獣六とマスカーレースで出会った男性。穴のあいた巨大な剣を扱う。全身に包帯を巻き、髪の毛が見え隠れしていて和服を着ている（過去に大火傷を負っているという裏設定があるらしいが詳細は不明）。獣六は良く思っていない。
縞模様の情報（ストライプインフォメーション）
相手の血液からバーコードを作り、舐めて情報を得る。
大猿獣面（ゴリラマスク）
大猿獣面一味のリーダー。予選では獣六に完敗したが、最終戦を兼ねた敗者復活戦で獣六と戦う。
G（グラビティー）ショック
自分の体にかかる重力をゼロから100倍まで自在に操る。
犬獣面（ドッグマスク）
大猿獣面一味のサブリーダー。予選で獣六にやられるが、最終戦で復活。
灼熱のお手（ホットドッグ）
鉄をも溶かす燃える手で攻撃する。
猫獣面（キャットマスク）
大猿獣面一味の紅一点。予選で縞馬獣面にやられるが、最終戦で復活。
猫足（キャットウォーク）
自分の気配を完全に消し去る。
豚獣面（ピッグマスク）
大猿獣面一味の重量戦士。予選で獣六にやられるが、最終戦で復活。豚勝（トンカチ）という巨大な武器を使いこなす（なお、予選では獣六の凸弾に防がれた）。
肉団子（ミートボール）
丸い体で転がり体当たり攻撃を食らわす。
ハイエナ獣面（マスク）
「新人殺し」（ルーキーキラー）という異名を持つ獣面で、たくさんの家来を従えている黒幕の男。最終戦では獣六の凸弾と獣王の鉄拳にやられたが、その途中で復活した。最後に獣六のロイヤルストレートクラッシュに敗れ、普通の人間に戻って散る。
廃品回収（ジャンキーコレクション）
戦闘不能となった相手の獣面能力をコピーする。

### 大会関係者
ヒグマ老師（ろうし） / 熊獣面（ベアマスク）
マスカレードへの入口「仮面門」の門番にして第一予選の相手。一見は小熊並に小柄な姿だが、戦闘時は大熊ほどの大きさの巨漢になる。
ハチミツの鎧（ハニーアーマー）
全身から蜂蜜を流出させて身体を覆い、相手の攻撃の威力を激減させる。
Bee（ビー）ンタ
ハチミツの匂いにつられたハチを手に集めてビンタする。
マリオン・ド・ラピヌ / 兎獣面（ラビットマスク）
マスカレードの総合司会者で、バニーガールの格好をしている女性。獣六達が乗ったマスカーレース行きバス、「うさちゃんバス」のバスガイドの実況が好評だったため、総合司会になった。ビクトリーマスクとは仲が悪く、「ペチャパイ」とまで言われている。
マスカレード王者と結婚して莫大な財産で一生遊ぶことを夢見ている。二重人格で気性が荒い。
大注耳（アテンションプリーズ）
10キロメートル先のアリの足音も聴き取ることができる。
ツキノワグマ老師（ろうし） / 熊獣面（ベアマスク）
マスカレードの門番の老人。ヒグマ老師の双子の兄で、実際に全く見分けがつかない。獣王の恐怖におびえて棄権しそうになった獣六を助けた。

### その他の人物
獅子 獣王（しし じゅうおう） / 獅子獣面（ライオンマスク）
獣六の父。15歳でマスカレード王者になり、今なおその地位に君臨する。獣面たちから尊敬されているらしいが、冷酷非情な性格であり、妻を見捨てた。
獣六は幼少時代「父ちゃん」と呼んでいたが、現在心のセリフでは「クソ親父」と呼んでいる。
最終回にてかつてマスカレードで共に戦った4人の仲間達と一緒に息子である獣六の戦いぶりを見ていた。なお、この4人の仲間は獣六の4人の仲間と相似している。
獣六の母
獣六と同じように凸弾を使っていた。獣六が幼少の頃、夫に見捨てられ、獣六におまじないとして最後の凸ピンをして息を引き取った。
ダイナ竜面（マスク）
ハイエナマスクを刺客に送り込んだ謎の男。マスクでも獣面ではないらしく、竜面は獣面とは別種である。最後に縞馬獣面に斬られる。物語終盤にて急に出てきたため、詳細は一切不明。

## 書誌情報
- 板垣雅也『マスカレード』小学館〈てんとう虫コミックス〉、全2巻
  1. 2006年2月25日初版発行[1]（2006年1月27日発売）、ISBN 4-09-140069-8
  2. 2006年9月25日初版発行[2]（2006年8月28日発売）、ISBN 4-09-140186-4